# Sasa minensis
Sasa minensis är en gräsart som beskrevs av Sadao Suzuki. Sasa minensis ingår i släktet sasabambu, och familjen gräs. Inga underarter finns listade i Catalogue of Life.